# Taraxacum madidum
Taraxacum madidum — вид квіткових рослин з родини айстрових (Asteraceae). Вид зростає в Європі: Австрія, Чехія, Франція, Німеччина, Італія, Польща, Швейцарія; це багаторічна рослина помірних біомів.

## Середовище
Зростає на вапняних субстратах, типові місцезростання – вологі, заболочені, короткостовбурні, регулярно скошені луки.

## Опис
Рослини малих і середніх розмірів. Листки лінійні або прямоланцетні, темно-зелені, часто слаболопатеві з 1–2 короткими плоскими трикутними частками. Черешки вузькі, фіолетові. Зовнішніх приквітків 10–16, вони щільно притиснуті, рідко війчасті, за формою від вузьколанцетної до ланцетної, 6–8 мм завдовжки та 2,3–3,0 мм завширшки. Краї зовнішніх приквітків ± різко обмежені, світло-зелені, шириною 0,3–0,9 мм. Центральна смуга зовнішнього приквітка чорно-зелена. Довжина сім'янок 4,0–4,4 мм.